# Mimetus catulli
Mimetus catulli är en spindelart som beskrevs av Stefan Heimer 1989. Mimetus catulli ingår i släktet Mimetus och familjen kaparspindlar.
Artens utbredningsområde är Queensland. Inga underarter finns listade i Catalogue of Life.